# Puccinia procera
Puccinia procera ist eine Ständerpilzart aus der Ordnung der Rostpilze (Pucciniales). Der Pilz ist ein Endoparasit von Phacelia-Arten sowie von Quecken. Symptome des Befalls durch die Art sind Rostflecken und Pusteln auf den Blattoberflächen der Wirtspflanzen. Sie kommt holarktisch vor.

## Merkmale

### Makroskopische Merkmale
Puccinia procera ist mit bloßem Auge nur anhand der auf der Oberfläche des Wirtes hervortretenden Sporenlager zu erkennen. Sie wachsen in Nestern, die als gelbliche bis braune Flecken und Pusteln auf den Blattoberflächen erscheinen.

### Mikroskopische Merkmale
Das Myzel von Puccinia procera wächst wie bei allen Puccinia-Arten interzellulär und bildet Saugfäden, die in das Speichergewebe des Wirtes wachsen. Die becherförmigen Aecien der Art besitzen 29–38 × 26–32 µm große, kugelige und hyalin-hellgelbliche Aeciosporen. Die zimtbraunen Uredien der Art wachsen oberseitig auf den Blättern der Wirtspflanze. Ihre goldenen bis zimtbraunen Uredosporen sind für gewöhnlich breitellipsoid bis eiförmig, 32–44 × 28–34 µm groß und fein stachelwarzig. Die blattunterseitig wachsenden Telien der Art sind schwärzlich und lange bedeckt. Die haselnussbraunen Teliosporen des Pilzes sind zweizellig, in der Regel länglich bis lang keulenförmig und 50–70 × 16–22 µm groß. Ihre Stiele sind bräunlich und bis zu 15 µm lang.

## Verbreitung
Das bekannte Verbreitungsgebiet von Puccinia procera umfasst die Küste Kaliforniens und das südöstliche Europa.

## Ökologie
Die Wirtspflanzen von Puccinia procera sind für den Haplonten verschiedene Phacelia-Arten sowie Quecken (Elymus spp.) für den Dikaryonten. Der Pilz ernährt sich von den im Speichergewebe der Pflanzen vorhandenen Nährstoffen, seine Sporenlager brechen später durch die Blattoberfläche und setzen Sporen frei. Die Art verfügt über einen Entwicklungszyklus mit Telien, Uredien, Spermogonien und Aecien und macht einen Wirtswechsel durch.